# Onze-Lieve-Vrouwkapel (Pelmolenstraat)
De Onze-Lieve-Vrouwkapel is een kapel in Sint-Kwintens-Lennik, een deelgemeente van de Vlaams-Brabantse gemeente Lennik. De kapel is gelegen aan de kruising van de Pelmolenstraat en de Kassei naar Lombeek.

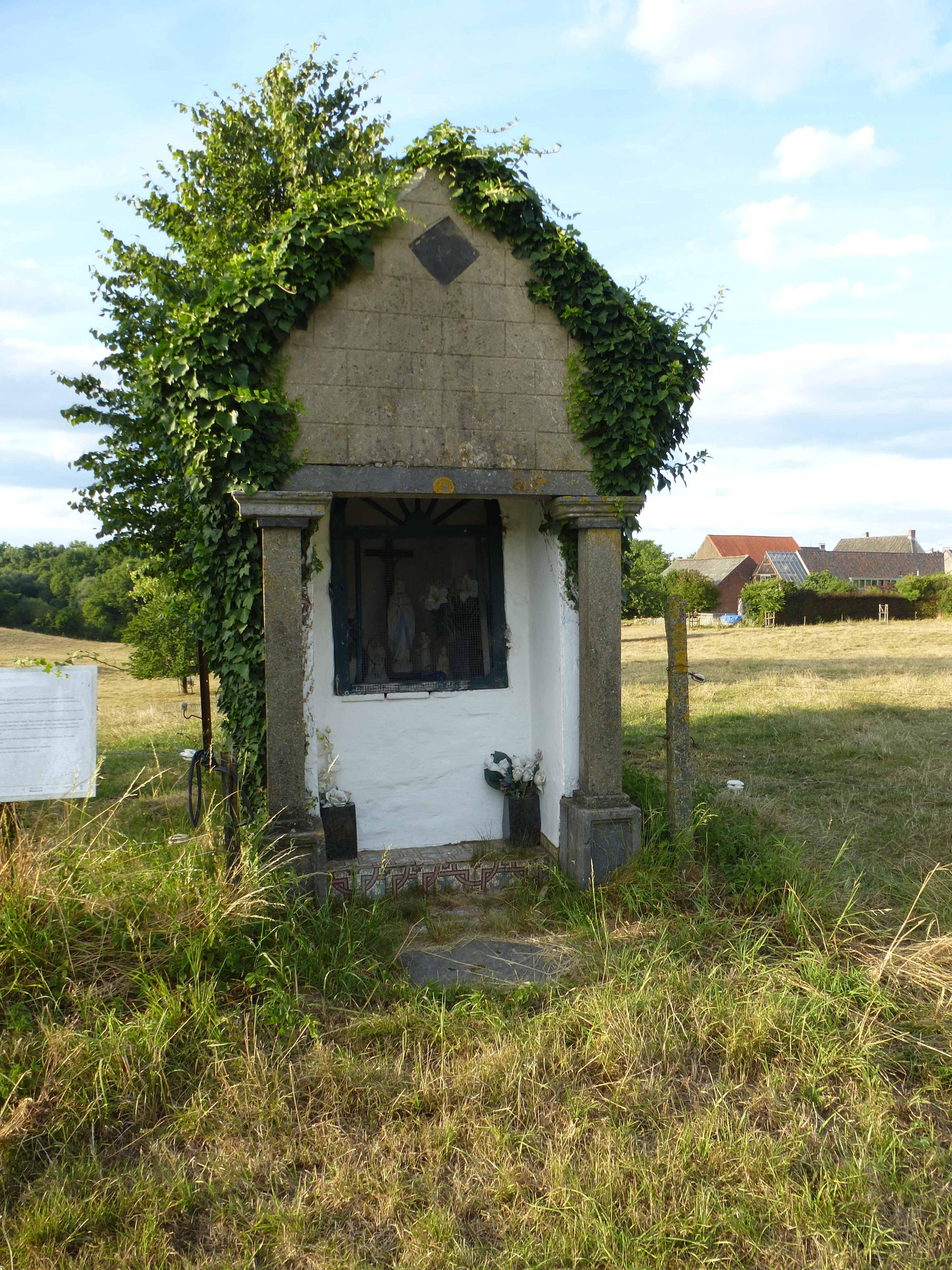
Onze-Lieve-Vrouwkapel (Pelmolenstraat) Foto: Anne -Mie Havermans.

## Historiek
Zoals de ruitvormige gevelsteen aangeeft, is de kapel opgericht in 1840 waardoor het tot een van de oudste bakstenen kapellen uit de streek behoort.  

## Architectuur
De kapel is opgetrokken in bakstenen met een kruisverband en is aan de voorgevel gecementeerd met imitatievoegen. Het geheel is bedekt met een zadeldak van schaliën. Het volume is dat van een traditionele betreedbare kapel, maar het interieur verwijst eerder naar een grote pijlerkapel. De latei aan de voorgevel wordt ondersteund door twee zuilen en biedt zo toegang tot een diepe inham voorzien van een trede met een geometrisch vloerpatroon. In de verdiepte voorgevel bevindt zich een rondboogvormige nis die afgesloten is met een houten hekje met spijlen. In de nis staat een beeld van Onze-Lieve-Vrouw.

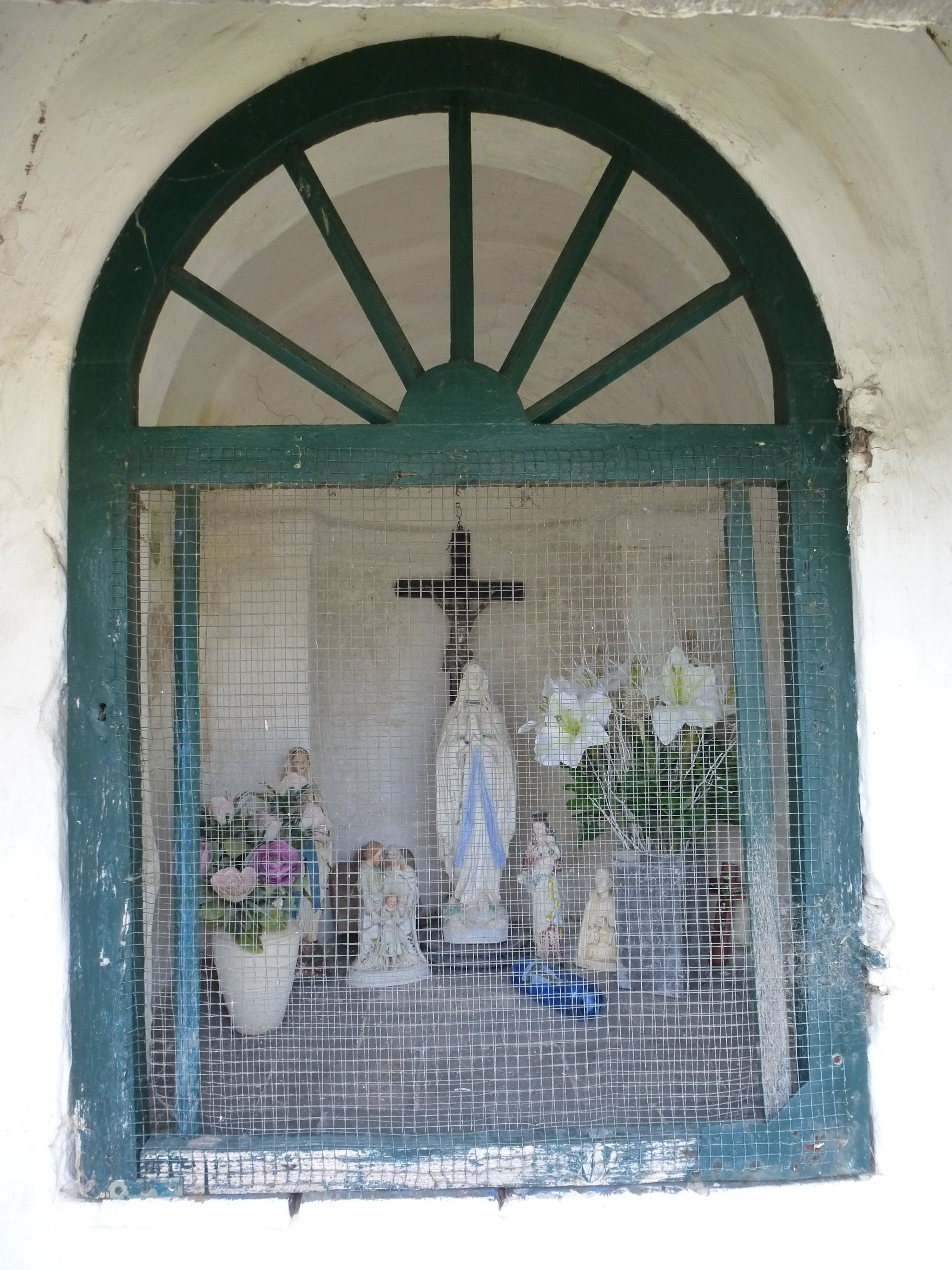
Onze-Lieve-Vrouwkapel (Pelmolenstraat) Foto: Anne -Mie Havermans.

### Exterieur
De kapel is overwoekerd met klimopplanten, maar deze worden duidelijk onderhouden. Vanaf dit punt is er nog steeds een wijd zicht op de vallei van de Moeillebeek, aan wiens bron de Heilige Berlindis dronk volgens de legende. De Berlindiskapel ligt vlakbij.  